# Neoheterocerus glicki
Neoheterocerus glicki är en skalbaggsart som först beskrevs av José Fernando Pacheco 1963.  Neoheterocerus glicki ingår i släktet Neoheterocerus och familjen strandgrävbaggar. Inga underarter finns listade i Catalogue of Life.